# 크리스티나 로제티

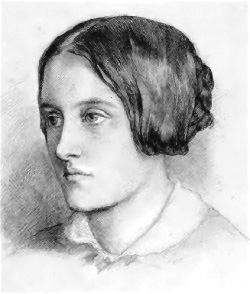
크리스티나 로제티 (Christina Georgina Rossetti)

크리스티나 로제티(영어: Christina Georgina Rossetti, 1830년 12월 5일 ~ 1894년 12월 29일)는 영국의 여류시인이자 단테 로제티의 누이동생이다. 라파엘 전파 운동에는 가담하지 않았지만 그 기관지 《맹아》(萌芽)에 익명으로 우수한 서정시 〈꿈의 나라〉 등 7편을 실었다. 《도깨비 시장》(1862)과 〈왕자의 여행〉(1866) 등의 동요풍(童謠風)이고 공상적인 시를 써 예민한 감수성과 영적 고민을 보여주었다. 그녀의 시들은 제라드 맨리 홉킨스, 버지니아 울프 등과 같은 작가에 큰 영향을 주었다.

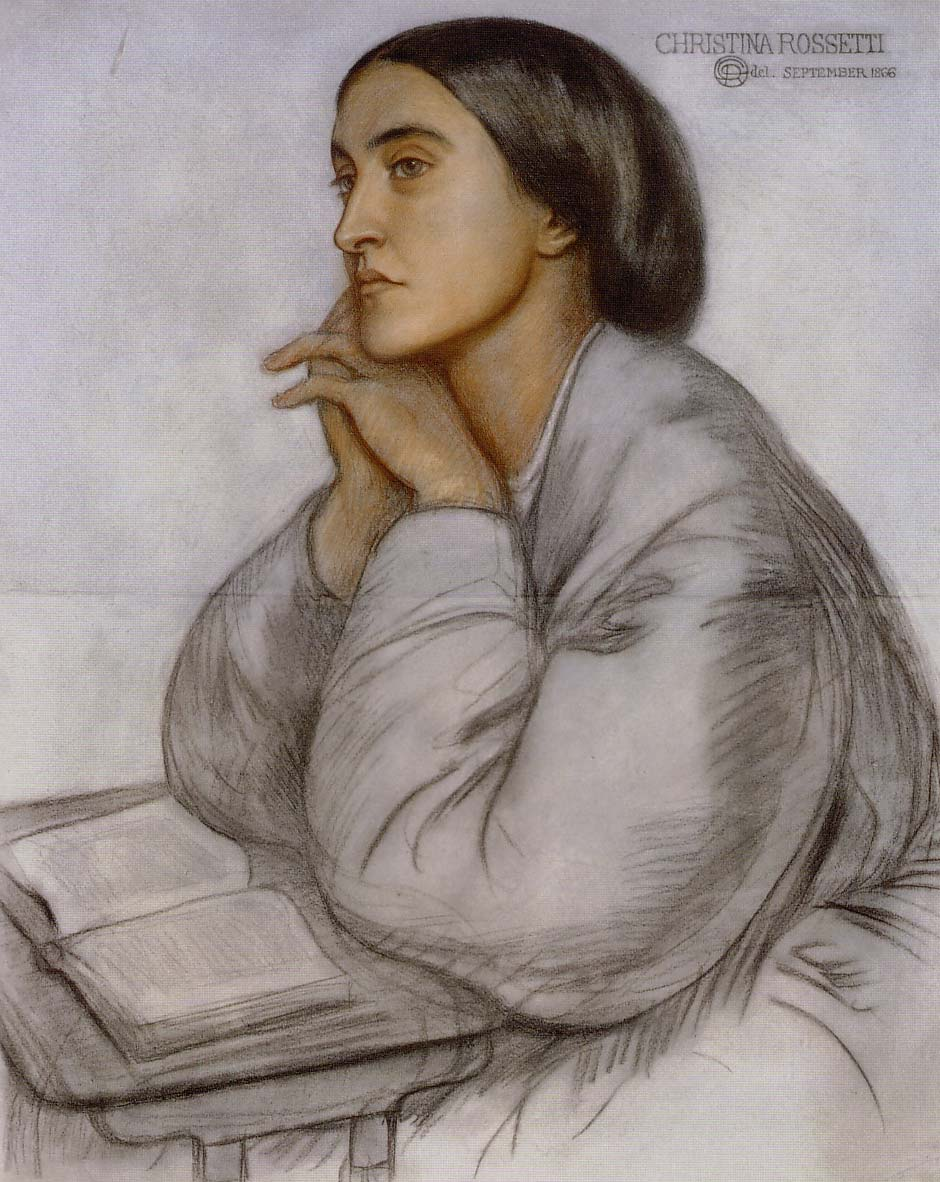
오빠인 단테 가브리엘 로세티의 크리스티나 로제티 초상화

## 생애
크리스티나 로제티는 1830년 12월 5일 영국 런던의 샬럿 가 38번지에서 태어났다. 부친은 이탈리아 중부 지방인 아브루초에서 런던으로 정치 망명한 이탈리아 시인 가브리엘레 로제티였고 모친은 바이런과 셸리의 친구이며 내과 의사이자 작가인 존 윌리엄 폴리도리의 여동생 프랜시스 폴리도리였다. 막내딸인 그녀에게는 두 명의 오빠와 한 명의 언니가 있었는데, 오빠 단테 가브리엘 로제티(Dante Gabriel Rossetti)는 빅토리아조 후기 예술가들의 문예 운동인 라파엘 전파(Pre-Raphaelite Brotherhood)를 결성하고 이를 주도적으로 이끈 화가이자 시인이었고, 또 다른 오빠 윌리엄 마이클 로제티와 언니 마리아 프란체스카 로제티는 작가였다.
주로 낭만적인 시, 종교적인 시, 동시를 쓴 크리스티나 로제티는 어려서부터 문학에 조숙한 감상력을 나타냈으며, 오빠처럼 시인 기질을 타고 났는데, 열두 살인 1842년부터 글을 쓰기 시작했다. 오빠 단테는 일찍이 그녀의 천재성을 인정해 시를 발표하도록 권고했는데, 열여덟 살인 1848년에 그녀는 《아테나 신전(Athenaeum)》에 첫 번째 시를 발표했고, 그 후에는 “엘렌 앨런”(Ellen Alleyne)이라는 필명으로 라파엘 전파가 간행하고 오빠 윌리엄이 편집을 맡은 문학잡지 《기원(The Germ)》에 여러 편의 시를 발표했다. 그리고 서른한 살 때인 1862년에는 그녀의 첫 시집이자 가장 유명한 시집인 《도깨비 시장과 그밖의 시들(Goblin Market and Other Poems)》을 출간했다. 이 시집은 많은 비평적 찬사를 받았으며 그녀를 당대 주요 여류 시인으로 확고히 서게 해 주었는데, 1861년 엘리자베스 브라우닝이 죽고 그 이듬해에 나온 이 시집은 곧바로 그녀를 엘리자베스의 계승자로 열렬한 환호를 받도록 했다. 또한 환상적인 시, 동시, 종교시, 설교문, 논설문에 뛰어난 재주를 보인 그녀에게 홉킨스, 스윈번, 테니슨 등도 찬사를 보냈으며, 후에 암이 발병하기 전까지는 테니슨의 뒤를 이을 계관시인 후보로 거론되기까지 했다.
1870년대 초부터 그녀는 그레이브스병(안구가 돌출되는 갑상선 기능 항진증)에 걸려 고생했다. 그리고 1893년에는 유방암에 걸려 종양 제거 수술을 받았지만, 그 이듬해에 재발해 결국 1894년 12월 29일에 세상을 떠났다. 그녀는 생전에 미국 남부의 노예제도, 동물을 실험에 이용함으로써 학대하는 것, 미성년자를 창녀로 이용해 노동 착취하는 것 등을 반대하는 주장을 표명했다.

## 우리말 번역
- 단테 가브리엘 로제티 등 그림, 정은귀 옮김, 고블린 도깨비 시장, 민음사, 2021년 9월 25일